# Labastide-d'Armagnac
Labastide-d'Armagnac is een gemeente in het Franse departement Landes (regio Nouvelle-Aquitaine) en telt 707 inwoners (1999). De plaats maakt deel uit van het arrondissement Mont-de-Marsan. 
De plaats werd gesticht aan het einde van de 13e eeuw als bastide door de graaf van Armagnac. Zoals andere bastiden heeft de plaats een ruim centraal marktplein, de Place Royale. In Labastide-d'Armagnac is ook de beroemde Chapelle de Notre-Dame des Cyclistes gelegen, die volhangt en -staat met wielertruien en -fietsen.

## Geografie
De oppervlakte van Labastide-d'Armagnac bedraagt 31,8 km², de bevolkingsdichtheid is 22,2 inwoners per km².
De onderstaande kaart toont de ligging van Labastide-d'Armagnac met de belangrijkste infrastructuur en aangrenzende gemeenten.

## Demografie
Onderstaande figuur toont het verloop van het inwonertal (bron: INSEE-tellingen).